# Massala quassa
Massala quassa är en fjärilsart som beskrevs av Walker 1858. Massala quassa ingår i släktet Massala och familjen nattflyn. Inga underarter finns listade i Catalogue of Life.